# Provincia de Azurduy
La provincia de Azurduy es una provincia de Bolivia, ubicada en el departamento de Chuquisaca. La provincia toma su nombre en honor a Juana Azurduy de Padilla (1781-1862), quien luchó contra los españoles en el siglo XIX. Actualmente, existe una pequeña capital con el nombre de Padilla en la provincia de Tomina, también en el departamento de Chuquisaca.

## Historia
La provincia de Azurduy fue creada mediante la ley del 5 de diciembre de 1917, durante el gobierno de José Gutiérrez Guerra, separándose de la provincia de Tomina. Dicha ley estableció que la provincia estaría conformada por los cantones Azurduy, Tarvita y San Pedro, siendo la capital la Villa Azurduy.

## Geografía
La provincia es una de las diez que conforman el departamento de Chuquisaca y tiene una superficie de 4.185 km². Limita por el noroeste con el departamento de Potosí, en el oeste y al sur con la provincia de Nor Cinti, al este con la provincia de Hernando Siles, al noreste con la provincia de Tomina, y al norte con la provincia de Zudáñez. La provincia se extiende aproximadamente entre los 19° 33' y 20° 28' de latitud sur y 64° 17' y 64° 47' de longitud oeste. Su extensión de este a oeste es de 30 km y de norte a sur, 100 km.[cita requerida]

## Demografía
De acuerdo con el censo boliviano de 2024, la población de la provincia de Azurduy es de 24 331 habitantes.
La población de la provincia ha aumentado sólo ligeramente en las últimas tres décadas, con fluctuaciones menores:
| Año  | Habitantes | Fuente |
| ---- | ---------- | ------ |
| 1992 | 23.492     | Censo  |
| 2001 | 26.515     | Censo  |
| 2012 | 24.855     | Censo  |
| 2024 | 24.331     | Censo  |

La densidad es de 7,09 hab/km².
- 47,2% de la población son menores de 15 años.
- La tasa de alfabetización en la provincia es de 41,6%.
- 45,9% de la población habla español, el 77,1% quechua, y un 0,2% aimara. (1992)
- 97,7% de la población no tiene acceso a electricidad, 96,9% viven sin instalaciones sanitarias (1992).
- 96,1% de los residentes son católicos, el 2,3% son protestantes (1992).

## División
La provincia se divide en dos municipios:
- 1ª - Azurduy, de 10 594 habitantes (2012)
- 2ª - Tarvita, de 14 261 habitantes (2012)